# 세계 기록
세계 기록 또는 월드 레코드(world record)는 현재까지 기록된, 세계에서 가장 중요하고 좋은 성과를 냈으면서 특정 기술, 운동 등의 활동에서 공식적으로 유효성을 인정받은 기록이다. 기네스 세계 기록과 그 밖의 세계 기록 단체들은 여러 실체를 대상으로 수많은 기록을 출판하고 있다.
세계 기록의 영단어 월드 레코드(world record)라는 용어는 미국에서 한때 월즈 레코드(World's Record)라는 표현으로 더 자주 사용되었으며 더 월즈 베스트(The World's Best)라는 용어 또한 종종 사용된다.

## 문화
말레이시아는 국가적 유행과 관련하여 세계 기록이 있는 한 국가이다. 인도에서도 기록을 세우고 깨는 일이 대중화되어 있다.

## 스포츠
- 육상 세계 기록
- 사이클링 세계 기록 목록
- 체스 세계 기록 목록
- 카누 세계 기록 목록
- 저글링 세계 기록
- 스피드스케이팅 세계 기록
- 수영 세계 기록 목록
- 역도 세계 기록